# Melissa Scott
Melissa Scott, née le 7 août 1960 à Little Rock en Arkansas, est une autrice américaine de science-fiction féministe et de fantasy connue pour ses romans de science-fiction incorporant des personnages LGBT et des univers élaborés.

## Biographie
Melissa Scott étudie l'histoire au Harvard College. Elle obtient sa licence en 1981, avec mention très bien. Puis elle étudie à l'Université Brandeis et obtient son doctorat en histoire comparée en 1992. Elle publie son premier roman en 1984. Elle écrit ensuite une vingtaine d'ouvrages de science-fiction et de fantasy, dont trois sont coécrits avec sa compagne, Lisa A. Barnett (en). Elle écrit aussi des romans d'amour.
Melissa Scott est connue pour ses univers élaborés et bien construits. Alors que beaucoup de ses protagonistes sont gays, lesbiennes, bisexuels ou transgenres, Phyllis Betz dans ses revues critiques remarque que les genres ou les orientations sexuelles des personnages sont rarement au centre des histoires de Melissa Scott. Shadow Man est le seul roman parmi les œuvres de Melissa Scott se concentrant explicitement sur les questions de sexualité et de genre.

### Récompenses
Melissa Scott remporte le prix John W. Campbell du meilleur nouvel écrivain de science-fiction 1986 et plusieurs prix Lambda Literary.

### Autres activités
L'écriture est le seul emploi à temps plein que Melissa Scott ait jamais occupé, même si, durant ses études, elle occupe de nombreux métiers à temps partiel, tout en étant également fondatrice et rédactrice en chef du magazine de science-fiction et de fantasy gay et lesbien, Wavelengths. 
Melissa Scott enseigne également l'écriture de la science-fiction, propose des cours d'écriture de science-fiction en ligne et a aussi écrit un guide d'écriture de science-fiction en 1997 : Conceiving the Heavens: Creating the Science Fiction Novel.

### Vie privée
Melissa Scott a vécu vingt-sept années durant avec l'autrice Lisa A. Barnett à Portsmouth dans le New Hampshire jusqu'à ce que cette dernière meure d'un cancer du sein le 2 mai 2006. Leur relation avait débuté en 1979. 

## Œuvres

### SérieDreamships
1. (en) Dreamships, 1992
2. (en) Dreaming Metal, 1997

### SérieFirstborn, Lastborn
1. (en) Finders, 2018
2. (en) Fallen, 2023

### SérieNed Mathey and Julian Lynes
Cette série est coécrite avec Amy Griswold.
1. (en) Death by Silver, 2013
2. (en) A Death at the Dionysus Club, 2014

### UniversO.C.L.T.

#### SérieOrder of the Air
Cette série est coécrite avec Jo Graham (en).
1. (en) Lost Things, 2012
2. (en) Steel Blues, 2013
3. (en) Silver Bullet, 2014
4. (en) Wind Raker, 2014
5. (en) Oath Bound, 2016

### SériePoint / Astreiant
Cette série est coécrite avec Lisa A. Barnett (en).
1. (en) Point of Hopes, 1995
2. (en) Point of Dreams, 2001

2,5 (en) Point of Knives, 2012
1. (en) Fairs' Point, 2014
2. (en) Point of Sighs, 2018

### SérieSilence Leigh
1. (en) Five-Twelfths of Heaven, 1985
2. (en) Silence in Solitude, 1986
3. (en) The Empress of Earth, 1987

### UniversStar Trek

#### SérieDeep Space Nine
- (en) Proud Helios, 1995
- (en) Star Trek: Voyager
- (en) The Garden, 1997

### UniversStargate

#### SérieStargate Atlantis
- (en) Homecoming, 2010Écrit avec Jo Graham (en).
- (en) Allegiance, 2011Écrit avec Amy Griswold.
- (en) Secrets, 2012Écrit avec Jo Graham (en).
- (en) Inheritors, 2013Écrit avec Jo Graham (en) et Amy Griswold.
- (en) Third Path, 2020Écrit avec Jo Graham (en).
- (en) Pride of the Genii, 2018

#### SérieStargate SG-1
- (en) Moebius Squared, 2012Écrit avec Jo Graham (en).
- (en) Ouroboros, 2013

### SérieThe Rule of Five
1. (en) Five Planes, 2018Écrit avec Don Sakers (en).

### Sériegen:LOCK
1. (en) Storm Warning, 2020

### Romans indépendants
- (en) The Game Beyond, 1984
- (en) A Choice of Destinies, 1986
- (en) The Kindly Ones, 1987
- (en) The Armor of Light, 1988Écrit avec Lisa A. Barnett (en).
- (en) Mighty Good Road, 1990
- (en) Burning Bright, 1993
- (en) Trouble and Her Friends, 1994
- (en) Shadow Man, 1995
- (en) Night Sky Mine, 1996
- (en) The Shapes of Their Hearts, 1998
- (en) The Jazz, 2000
- (en) Water Horse, 2021
- (en) The Fire in Fortitude, 2022

### Essais
- (en) Conceiving the Heavens: Creating the Science Fiction Novel, 1997[5]